# Geert Hofstede
Gerard Hendrik Hofstede dit Geert Hofstede, né le 2 octobre 1928 à Haarlem et mort le 12 février 2020 à Ede, est un psychologue néerlandais.
Spécialisé en psychologie sociale, Geert Hofstede a été professeur d'anthropologie et de gestion à l'université de Maastricht. 

## Biographie
Geert Hofstede a été inspiré par le culturalisme et son approche de la culture est basée sur la définition donnée par l'anthropologue américain Clyde Kluckhohn « la culture est la manière de penser, de sentir et de réagir d'un groupe humain, surtout acquise et transmise par des symboles, et qui représente son identité spécifique : elle inclut les objets concrets produits par le groupe. Le cœur de la culture est constitué d'idées traditionnelles et des valeurs qui lui sont attachées. »
La recherche conduite par Geert H. Hofstede a débuté par l'administration de plus de 100 000 questionnaires auprès de cadres de filiales de la multinationale IBM implantés dans plus de 50 pays . Hofstede et ses collaborateurs ont mis en évidence, statistiquement (par analyse factorielle) quatre, puis cinq facteurs indépendants à l'origine de différences culturelles , observées d'abord dans les comportements des employés des grandes entreprises (plus tard, ces différences culturelles ont été observées dans d'autres domaines) :   
- la distance hiérarchique,
- le contrôle de l'incertitude,
- l'individualisme et le collectivisme,
- la dimension masculine/féminine,
- l'orientation court terme/long terme (ajoutée au modèle en 1991)

Une sixième dimension fut ajoutée au modèle par Michael Minkov dans une publication de 2010 : la dimension Indulgence . En 2011, Hofstede présenta la troisième édition de son livre, écrit en collaboration avec Minkov, Cultures and Organizations, Software of the Mind. Leur nouveau modèle incluait cette sixième dimension .   
La première dimension, mesurée par le Power Distance Index allant d'une échelle de 1 à 100, indique le degré d'acceptation culturelle des inégalités de statuts et de pouvoir entre les individus. Cette dimension révèle le degré de respect dont font preuve les gens vis-à-vis de leur hiérarchie et de l'autorité. Les scores sont plus élevés au sein des cultures où le pouvoir central est « le pouvoir est vénéré, mais où se développent des contre-pouvoirs, officiels ou occultes, s’opposant à une centralisation trop pesante »
.
La seconde notion désigne le degré de tolérance d'une culture confrontée à l'inquiétude provoquée par les événements futurs. Il estime que la relation à l'incertitude est différente selon les sociétés, certaines utilisant des prévisions et des dispositifs pour gérer les événements (comme Vigipirate ou le principe de précaution en France), d'autres sociétés se font moins de soucis face à l'incertitude[réf. souhaitée].
Concernant la troisième dimension, cette catégorie exprime le degré de liberté d'un individu par rapport à un groupe, le degré d'autonomie par rapport au groupe et aux normes sociales, la plus ou moins grande solidarité du groupe et le degré d'attachement aux valeurs communautaires comme l'amitié ou la famille.
Pour la quatrième, il s'agit de savoir si une société est, d'une part, plutôt plus sensible à des facteurs émotionnels (féminin) ou factuels (masculin) et, d'autre part, organisée avec une séparation marquée ou non des rôles des deux sexes dans les tâches de la vie quotidienne.
Enfin, il associe le long terme aux valeurs de la vertu. Les valeurs associées au court terme sont le respect des traditions, satisfaire des obligations sociales. Les valeurs associées à une vision à long terme (dite « vérité ») sont économie et persévérance.

## Publications
- (en) Culture's Consequences, Sage.
- (en) Cultures and Organizations, HarperCollins.
- Avec Daniel Bollinger, Les différences culturelles dans le management, Les Éditions d'organisation, 1987.
- Vivre dans un monde multiculturel, Les Éditions d'organisation, 1994  (ISBN 978-2708114067).